# Mustapha Afandi
Mustapha Afandi (arab. ‏مصطفى أفندي‎; ur. 22 lutego 1958) – marokański kolarz szosowy, uczestnik letnich igrzysk olimpijskich.
Afandi reprezentował Maroko na letnich igrzyskach olimpijskich podczas igrzysk 1984 w Los Angeles. Wystartował w wyścigu indywidualnym ze startu wspólnego, którego nie ukończył.